# Neocteniza spinosa
Espèce
Neocteniza spinosa est une espèce d'araignées mygalomorphes de la famille des Idiopidae.

## Distribution
Cette espèce est endémique de la province de Santiago del Estero en Argentine,.

## Publication originale
- Goloboff, 1987 : El genero Neocteniza Pocock, 1895 (Araneae, Mygalomorphae, Idiopidae) en la Argentina y Paraguay. Journal of Arachnology, vol. 15, p. 29-50 (texte intégral).